# Innenstadt (Regensburg)
Innenstadt ist der Stadtbezirk 1 von Regensburg. Der Stadtbezirk umfasst das historische Zentrum und das Bahnhofsviertel der früheren Reichsstadt Regensburg.

## Geographie
Der Stadtbezirk 1 Innenstadt hat eine Fläche von 2,92 km² und 17.315 Einwohner (Gesamtbevölkerung laut Melderegister vom 31. Dezember 2016)
Unterbezirke sind 
- Bahnhofsviertel
- Westnerwacht
- Zentrum
- Ostnerwacht
- Wöhrde

## Karten

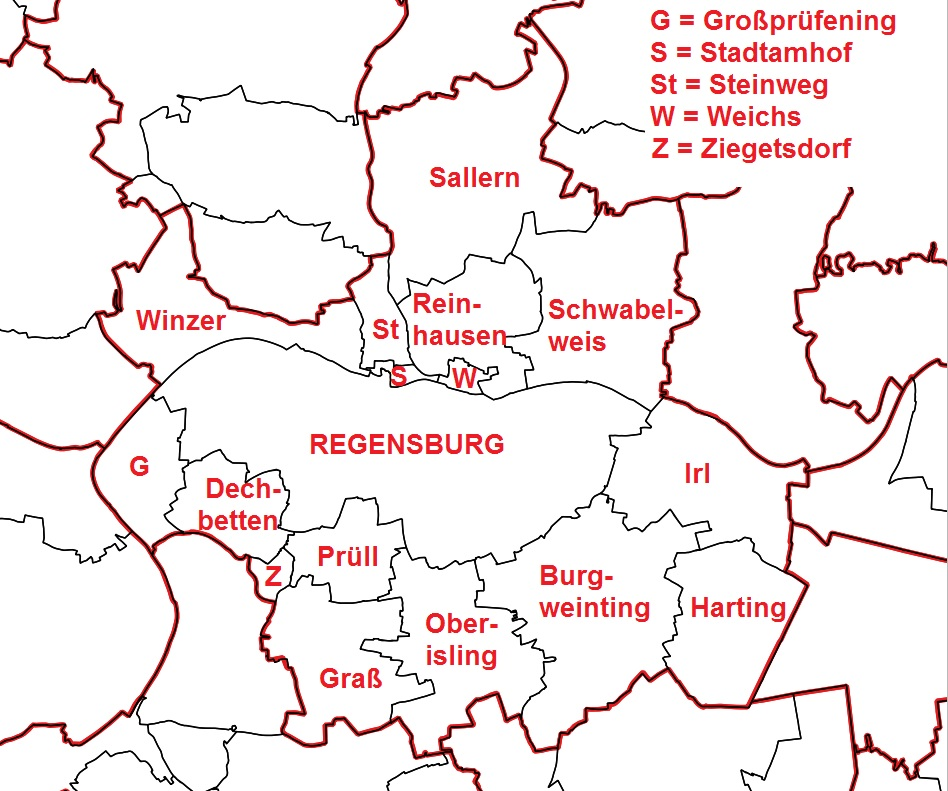
Regensburg Gemarkungen
Regensburg Stadtbezirke